# Hugues de Payns
Hugues de Payns (in francese [yɡ dəˈpɛ̃]), Hugo de Paganis in latino (Payns, 1070 circa – Palestina, 1136) è stato un cavaliere medievale francese, primo maestro dell'ordine dei Cavalieri templari.

## Biografia

Arma gentilizia di Hugues de Payns

Hugues de Payns, secondo alcuni studiosi, nacque a Payns, a circa 10 km da Troyes, in Champagne-Ardenne, Francia. Hugues de Payns visse in Champagne durante il primo periodo della sua vita. La data esatta della sua nascita è sconosciuta, ma può essere collocata tra il 1070 e il 1080. Nell'ambito della crociata predicata da papa Urbano II nel 1095 , il cavaliere Hugues de Payns organizzò, nel 1119 , la milizia dei Poveri Cavalieri di Cristo al servizio dei canonici del Santo Sepolcro di Gerusalemme . Nel 1129, questa milizia fu fondata come ordine monastico e militare che prese il nome di Ordine del Tempio.
Partecipò alla prima crociata (1096-1099), servendo nell'esercito di Goffredo di Buglione e tornò in Francia nel 1100. 
L'Ordine dei Templari viene fondato, secondo lo storico tedesco R. Hiestand, tra il gennaio e il settembre del 1120, da lui e da Goffredo di Saint-Omer e, secondo la tradizione, da altri sette cavalieri, per un totale di nove. I nomi degli altri cavalieri fondatori furono Payen de Montdidier, Archambaud de Saint-Amand, André de Montbard, Geoffrey Bison e due altri riportati solo con i nomi di Rossal e Gondemar. Il nome del nono cavaliere resta sconosciuto. Si tratta probabilmente di un numero di carattere simbolico, che non va preso alla lettera.
Nel 1126 il suo signore, il conte Ugo di Champagne, compie il suo terzo pellegrinaggio in Terrasanta ed entra a far parte dei Templari abbandonando le sue proprietà in Francia. Nel 1127 ritorna in Francia quale inviato del re insieme ad altri cinque cavalieri Templari e a diversi religiosi per far conoscere l'Ordine, reclutare nuovi adepti o combattenti per la Terra Santa e dare all'ordine una regola approvata dagli ecclesiastici; il viaggio è probabilmente finanziato da re Baldovino II che invia una lettera a San Bernardo incitandolo affinché l'Ordine abbia la protezione della Chiesa.
Nel 1128 Ugo incontra Folco d'Angiò, signore d'Angiò, Turenna e Maine e gli espone la proposta di Baldovino II di sposare sua figlia Melisenda poiché non aveva figli maschi. Folco era noto al re di Gerusalemme poiché aveva preso la croce nel 1120, era stato il primo autore di una donazione all'Ordine dei Templari ed era un abile amministratore e diplomatico, costretto a destreggiarsi poiché vassallo di Enrico I d'Inghilterra e di Luigi VI di Francia. Folco accetta la proposta di Baldovino II e Ugo lo aiuta a risolvere l'annoso conflitto con un suo vassallo, Ugo d'Amboise, che a sua volta prende la croce. Ugo prosegue il suo viaggio in Francia giungendo nel Poitou e poi in Normandia dove viene ricevuto da Enrico I, il quale lo invia in Inghilterra e in Scozia, poi giunge nelle Fiandre. 
Durante il suo viaggio Ugo, come d'altronde gli altri templari suoi compagni che compivano viaggi simili in altre regioni della Francia e dell'Europa, ricevette diverse donazioni a favore dell'Ordine che ne costituirono una solida base in Occidente; ad esse si aggiungono i possedimenti lasciati dagli stessi templari fondatori tra cui lo stesso Ugo.

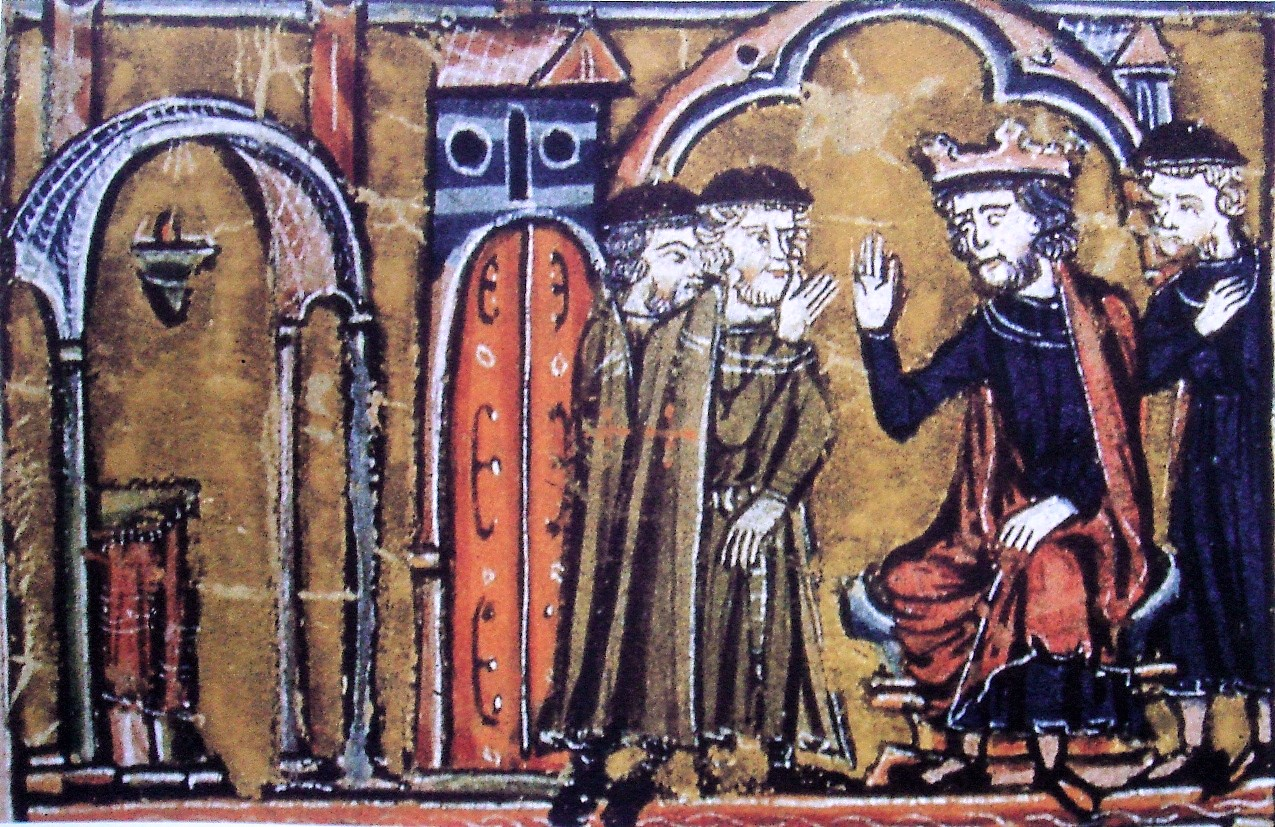
Baldovino II cede a Hugues de Payns e Goffredo di Saint-Omer i resti del Tempio di Salomone. Il quarto personaggio è Guermondo di Picquigny. Miniatura, XIII secolo

Il 13 gennaio 1129, su sua richiesta, si riunisce il Concilio di Troyes che stabilisce la Regola dell'Ordine in base alle parole di Ugo, come d'altronde viene riportato nel testo della regola. San Bernardo di Chiaravalle consacrò l'Ordine, diventandone così il fondatore, scrisse la regola (il celebre De laude novae militiae) insieme al resto del Concilio, la quale prevedeva povertà, castità e obbedienza tra le altre cose, doveri di tutti i canonici. 
Nel 1130 Ugo è nel sud della Francia, presso il Rodano, accompagnato da Folco d'Angiò e dal figlio Tebaldo, divenuto nel frattempo abate di Saint-Colombe a Troyes, poi giunge ad Avignone, quindi a Marsiglia dove si imbarca per Gerusalemme.
Ugo condusse l'Ordine dei Templari quale Maestro per 16 anni fino alla propria morte, avvenuta nel 1136, ponendo i fondamenti di quella che sarebbe divenuta anche un'influente organizzazione militare e finanziaria. Gli succedette Robert de Craon.
Uno storico del Seicento, Marco Antonio Guarini, riporta in un suo scritto che Hugues de Payns è stato sepolto nella chiesa di San Giacomo a Ferrara.
Nella sua opera, il Guarini cita Ugo dei Pagani:
(Marco Antonio Guarini, Compendio Historico, p. 224)